# تمدن ۳
تمدن ۳ (انگلیسی: Civilization III) یک بازی ویدئویی به سبک استراتژی نوبتی و عنوان سومین قسمت اصلی از مجموعه بازی‌های تمدن است؛ که در سال ۲۰۰۱ منتشر شد. تمدن ۳ در پلت‌فرم‌های مک اواس و مایکروسافت ویندوز منتشر شده است.
تمدن ۳، مانند دیگر بازی‌های این سری، بر پایه ساخت یک امپراتوری از ابتدا است که از ۴۰۰۰ قبل از میلاد شروع شده و تا دوران مدرن ادامه می‌یابد. بازیکن باید شهرها را بسازد و گسترش دهد، واحدهای نظامی و غیرنظامی تربیت کند، زمین‌ها را بهبود بخشد، فناوری‌های جدید را کشف کند، عجایب جهان را بنا کند، با تمدن‌های همسایه وارد جنگ شود یا صلح برقرار کند و کارهای مشابه دیگری انجام دهد.
برای رسیدن به موفقیت، بازیکن باید بین زیرساخت‌های مناسب، منابع موجود، مهارت‌های دیپلماتیک و تجاری، پیشرفت فناوری، مدیریت شهرها و حکومت، توسعه فرهنگی و قدرت نظامی تعادل برقرار کند. این بازی ترکیبی از برنامه‌ریزی بلندمدت، تصمیم‌گیری هوشمندانه و انعطاف‌پذیری در مواجهه با چالش‌های گوناگون است که هر کدام می‌توانند مسیر پیشرفت تمدن شما را تغییر دهند.